# Segue 3
Segue 3 — тусклое звёздное скопление в Млечном Пути, обнаруженное в 2010 году в данных, полученных Слоановским цифровым обзором неба. Оно расположено в созвездии Пегас на расстоянии около 17 кпк от Солнца и удаляется от него со скоростью 167,1 ± 1,5 км/с.
Segue 3 крайне тусклое - его абсолютная звёздная величина оценивается в -1,2 или даже около 0.0 ± 0.8, что означает, что скопление только в 100-250 раз ярче, чем Солнце. Его малый радиус - около 2,1 пк - типичный для галактических шаровых скоплений. Скопление имеет слегка сплюснутую форму и показывает некоторые признаки разрушения приливными силами.
Металличность звёзд Segue 3 [Fe/H] ≈ -1,7, что означает, что они содержат в 70 раз меньше тяжёлых элементов, чем Солнце. Этим звёздам более 12 миллиардов лет. Segue 3, кажется, одно самых тусклых шаровых скоплений Млечного Пути.